# Komercijalna banka Banja Luka
Pour les articles homonymes, voir Komercijalna banka.
Komercijalna banka Banja Luka (code BLSE : KMCB-R-A) est une banque bosnienne qui a son siège social à Banja Luka, la capitale de la république serbe de Bosnie. Elle est une filiale de Komercijalna banka Beograd, qui a son siège à Belgrade, la capitale de la Serbie,.

## Histoire
Komercijalna banka Banja Luka a commencé ses activités le 26 septembre 2006.

## Activités
Komercijalna banka Banja Luka propose des services financiers : comptes courants, chéquiers, cartes de paiement, épargne, crédits à court et long terme, ainsi que des services de banque en ligne.